# District de Webbo
Le district de Webbo est une subdivision du comté de River Gee au Liberia. 
L’autre district du comté de River Gee est :
- Le district de Gbeapo